# 维拉瓦莱隆加
维拉瓦莱隆加（義大利語：Villavallelonga），是意大利阿奎拉省的一个市镇。总面积73.28平方公里，人口927人，人口密度12.7人/平方公里（2009年）。ISTAT代码为066106。